# Remy 1
Remy 1 è un film pornografico distribuito il 6 novembre 2012, diretto da Janet Mason e prodotto dalla Elegant Angel.

## Riconoscimenti
- AVN Awards[2]
  - Best Tease Performance (Lexi Belle e Remi LaCroix)[3]
  - Candidatura a Best Double-Penetration Sex Scene (Erik Everhard, Ramon Nomar e Remi LaCroix)[4]
  - Candidatura a Best Girl/Girl Sex Scene (Lexi Belle e Remi LaCroix)[4]
  - Candidatura a Best Star Showcase[4]